# Ban Bí thư Ban Chấp hành Trung ương Đảng Cộng sản Liên Xô khóa XXVIII (1990–1991)
Ban Bí thư Ban Chấp hành Trung ương Đảng Cộng sản Liên Xô khóa XXVIII (1990-1991) được bầu tại Hội nghị Trung ương lần thứ nhất của Ban chấp hành Trung ương Đảng Cộng sản Liên Xô khóa XXVIII được tổ chức ngày 14/7/1990.

## Ủy viên
| Tên (sinh–mất)                   | Bắt đầu   | Kết thúc  | Thời gian      | Ghi chú |
| -------------------------------- | --------- | --------- | -------------- | --- |
| Mikhail Gorbachev (sinh 1931)    | 14/7/1990 | 24/8/1991 | 1 năm, 41 ngày | Từ chức từ ngày 24/8 sau cuộc đảo chính năm 1991.                                                                            |
| Vladimir Ivashko (1932–1994)     | 14/7/1990 | 29/8/1991 | 1 năm, 46 ngày | Phó Tổng Bí thư (Bí thư thứ 2) chủ trì tất cả các phiên họp của Ban Bí thư, trừ phiên họp thứ 1 được chủ trì bằng Gorbachev. |
| Oleg Baklanov (sinh 1932)        | 14/7/1990 | 29/8/1991 | 1 năm, 46 ngày | — |
| Boris Gidaspov (1933–2007)       | 14/7/1990 | 29/8/1991 | 1 năm, 46 ngày | — |
| Andrei Girenko (sinh 1936)       | 14/7/1990 | 29/8/1991 | 1 năm, 46 ngày | — |
| Alexander Dzasokhov (sinh 1934)  | 14/7/1990 | 29/8/1991 | 1 năm, 46 ngày | — |
| Valentin Kuptsov (sinh 1937)     | 14/7/1990 | 29/8/1991 | 1 năm, 46 ngày | — |
| Galina Semenova (sinh 1937)      | 14/7/1990 | 29/8/1991 | 1 năm, 46 ngày | — |
| Yegor Stroyev (sinh 1937)        | 14/7/1990 | 29/8/1991 | 1 năm, 46 ngày | — |
| Valentin Falin (sinh 1926)       | 14/7/1990 | 29/8/1991 | 1 năm, 46 ngày | — |
| Yurii Manaenkov (sinh 1936)      | 14/7/1990 | 29/8/1991 | 1 năm, 46 ngày | — |
| Oleg Shenin (1937–2009)          | 14/7/1990 | 29/8/1991 | 1 năm, 46 ngày | — |
| Gennady Yanayev (1937–2010)      | 14/7/1990 | 31/1/1991 | 201 ngày       | Miễn nhiệm tại Hội nghị toàn thể chung lần thứ nhất của Trung ương Đảng và Ủy ban Kiểm tra Trung ương.                       |
| Petru Lucinschi (sinh 1952)      | 31/1/1991 | 29/8/1991 | 210 ngày       | Miễn nhiệm tại Hội nghị toàn thể chung lần thứ nhất của Trung ương Đảng và Ủy ban Kiểm tra Trung ương.                       |
| Vladimir Kalashnikov (sinh 1947) | 26/7/1991 | 29/8/1991 | 34 ngày        | Bầu tại Hội nghị lần thứ 4.                                                                                                  |
| Ivan Melnikov (sinh 1950)        | 26/7/1991 | 29/8/1991 | 34 ngày        | Bầu tại Hội nghị lần thứ 4.                                                                                                  |